# Episodi di Giudice di notte (sesta stagione)
La sesta stagione della serie televisiva Giudice di notte è stata trasmessa in anteprima negli Stati Uniti d'America dalla NBC tra il 26 ottobre 1988 e il 3 maggio 1989.
| nº | Titolo originale                 | Titolo italiano | Prima TV USA     | Prima TV Italia |
| -- | -------------------------------- | --------------- | ---------------- | --------------- |
| 1  | Danny Got His Gun (Part 2)       |                 | 26 ottobre 1988  |                 |
| 2  | Danny Got His Gun (Part 3)       |                 | 26 ottobre 1988  |                 |
| 3  | Fire                             |                 | 2 novembre 1988  |                 |
| 4  | Harry and the Tramp              |                 | 9 novembre 1988  |                 |
| 5  | Educating Rhoda                  |                 | 16 novembre 1988 |                 |
| 6  | The Last Temptation of Mac       |                 | 23 novembre 1988 |                 |
| 7  | The Law Club                     |                 | 30 novembre 1988 |                 |
| 8  | Night Court of the Living Dead   |                 | 14 dicembre 1988 |                 |
| 9  | The Night Court Before Christmas |                 | 21 dicembre 1988 |                 |
| 10 | Mental Giant                     |                 | 11 gennaio 1989  |                 |
| 11 | Rock-a-Bye Baby                  |                 | 18 gennaio 1989  |                 |
| 12 | Clip Show (Part 1)               |                 | 25 gennaio 1989  |                 |
| 13 | Clip Show (Part 2)               |                 | 25 gennaio 1989  |                 |
| 14 | The Trouble Is Not in Your Set   |                 | 1º febbraio 1989 |                 |
| 15 | The Game Show                    |                 | 15 febbraio 1989 |                 |
| 16 | This Old Man                     |                 | 1º marzo 1989    |                 |
| 17 | Strange Bedfellows               |                 | 8 marzo 1989     |                 |
| 18 | From Snoop to Nuts (Part 1)      |                 | 15 marzo 1989    |                 |
| 19 | From Snoop to Nuts (Part 2)      |                 | 22 marzo 1989    |                 |
| 20 | Pen Pal                          |                 | 12 aprile 1989   |                 |
| 21 | Not My Type                      |                 | 26 aprile 1989   |                 |
| 22 | Yet Another Day in the Life      |                 | 3 maggio 1989    |                 |